# Cormost
Cormost település Franciaországban, Aube megyében. Lakosainak száma 291 fő (2022. január 1.). Cormost Les Bordes-Aumont, Les Loges-Margueron, Montceaux-lès-Vaudes, Saint-Thibault és La Vendue-Mignot községekkel határos.

## Népesség
A település népessége az elmúlt években az alábbi módon változott:
| Lakosok száma | 120  | 275  | 312  | 283  | 310  | 311  | 307  | 306  | 306  | 291  |
|               | 1968 | 1982 | 1990 | 2006 | 2013 | 2015 | 2017 | 2019 | 2020 | 2022 |